# Вілія (Рівненський район)
Вілі́я — село в Україні, в Рівненському районі Рівненської області. Населення становить  662 особи. До 2020 року було центром Вілійської сільської ради.

## Географія
Село розташоване на лівому березі річки Вілії.

## Історія
В письмових джерелах Вілія вперше згадується 1430 року. Згадується у 1474 році, як власність пані Федори, жінки Федька Денисковича. В 1474 році власники села за 50 кіп грошей чеської монети віддали в заставу князям Острозьким свій маєток Вілію з усім, що до нього належало, обумовивши при цьому, що люди маєтку виконуватимуть усі повинності, які на них накладатимуть чи вимагатимуть князі. Вілію оточували багаті ліси з бобровими гонами, полями, луками і сіножатями.
На початку XVII ст. село здавалося в оренду. Орендарі вели безперервну боротьбу між собою.
В 1583 році належало вже до князів Острозьких, пізніше власність Шумборських, а від них переходить до Яблоновських.
Після приєднання поділів Польщі Вілія відійшла до Росії і з 1795 року перебувала в складі Волинського намісництва, а з 1797 — Волинської губернії як село Острозького повіту.
До скасування кріпосного права селяни виконували панщину. Кожен чоловік з пішого господарства повинен був відпрацювати у рік на поміщика 98 днів, що оцінювалось 15 крб. 22 коп. сріблом, з тяглового — 196 днів. Крім цього, селяни відробляли поміщику за користування сінокосом, за додатковий наділ землі, випас худоби, збирання хмизу в панському лісі тощо.
В 1861 році у Вілії налічувалося 99 селянських дворів, з них городників — 4 піших — 53, тяглових — 32. Всього мешкало 423 чоловіка. У користуванні селян було 365 десятин орної, 194 десятини сінокосної і 54 десятини присадибної землі. За реформою селянам виділили ще 125 десятин орної і 115 десятин сінокосної землі. За всю землю вони повинні були сплатити в банк 5593 крб. 72 коп. викупу. До 1905 року з селян стягнули вдвічі більше визначеної суми. Крім цього, вони сплачували 1799 крб. 40 коп. податку на рік.
Скасування кріпацтва значно пожвавило промислове виробництво. Розширився винокурний завод, водяні млини. Селяни в пошуках засобів існування стали займатися кустарним промислом. Гончарні вироби вони возили на ярмарки до Острога, Рівного, Луцька, Кременця, вимінювали на хліб, крупу та інші продукти. Частина селян йшла на лісорозробки, займалася виробництвом смоли, випалюванням вугілля, наймалася на винокурний завод. Зростало населення.
На кінець XIX ст., в селі — 221 дім і 1728 мешканців, Церква Параскеви, 1785 року дерев'яна. В селі  колись був великий рибний став. Село оточували великі ліси і розлеглі сіножаті. Селяни займались рільництвом, розробкою лісових матеріалів, сморянством і дігтярством. Потім село належало до Ело-Малинських, а перед тим було власністю Денисковичів.
У 80-х роках XIX ст. в селі відкрили першу школу — церковнопарафіяльну. Та через бідність до неї ходило мало дітей, а ще менше закінчувало.
На початку XX ст. кращі землі навколо села купив Теодор Рейн. У 1908 році йому належало 3579 десятин землі. На селянський двір припадало в середньому по 4 десятини орної землі. Але й ця земля в зв'язку з розшаруванням селян після реформи 1861 року розподілялась нерівномірно. Близько 60 % господарств були селянськими, з наділом 1—3 десятини землі, з них половина не мала ніякої худоби. Влітку поміщик наймав селян за 50 коп. у день, взимку — за 20 коп. Проте платив лише 40 або 15 коп. За помел зерна власники млинів брали 12-у, а то й 8-у мірку. За випас однієї корови чи коня селянин платив поміщикові 6 крб. за сезон.
Під впливом революційних подій в Російській імперії в 1905 році вілійські селяни стали вимагати збільшення оплати за наймом чоловікам до 1 крб., жінкам — 75 коп. за день роботи. У зв'язку з посиленням селянських заворушень в Острозькому повіті влітку цього року сюди на прохання повітового справника направлено ескадрон драгунів з Кременця. Робітники винокурного заводу вимагали збільшити заробітну плату до 1,5 крб. чоловікові і 1 крб. жінці за день роботи, а за доставку спирту — до 20 коп. за відро. Підприємець не погоджувався, тому в грудні 1905 року вілійські робітники застрайкували. Власникам заводу і млина довелося збільшити заробітну плату. У 1906—1907 рр. вони зверталися до повітової землевпорядної комісії з проханням відвести для них землю ближче до села, в одному місці. Але комісія не зважала на селянські прохання. Характерно, що заяву вілійського сільського сходу від 26 березня 1907 року з 150 присутніх, які мали право голосу, змогли підписати лише 23, за решту 127 неписьменних підписався волосний писар.
Згідно з переписом 1911 року у Вілії було: 1310 мешканців, 2 крамниці, ґуральня (16,428 відер горілки щорічно), державна горілчана крамниця, кредитове товариство, водяний млин.
З 1916 по 1918 рік у селі вчителювала Н. М. Ужвій.
Восени 1920 року, після окупації села військами Польщі, Вілія ввійшла до складу Острозького повіту Волинського воєводства. По річці Вілії пройшов кордон між Польщею і СРСР. Частина села на схід від річки Вілії відійшла до Радянського союзу.
Незважаючи на переважну більшість українського населення (90 % у 1921 році), школа стала утраквістичною. Відвідували її діти заможних селян, у середньому одна дитина з п'яти. Українську мову викладали двічі на тиждень. Підручники українською мовою коштували в десять разів дорожче за польські і фактично були недоступні для дітей бідняків.
17 вересня 1939 в село зайшла Червона армія.
26 червня 1941 року село зайняли німецькі війська. Влітку 1943 року німецька районна управа в Острозі планувала вивезти з Вілії на примусові роботи до Німеччини 161 чоловік, але встигли вони вивезти лише 17 чоловік. Під час Німецько-радянської війни майже все село було спалене. Після повернення більшовиків 5 лютого 1944 року 182 вілійців було мобілізовано, 67 з них — загинули.
У 1954 році на річці Вілії споруджено електростанцію, її енергією понад 10 років користувалися мешканці Вілії та навколишніх сіл. В 1966 році було збудовано 9 км високовольтної лінії, яка дала можливість отримати більш дешеву електроенергію від Добротворської ДРЕС.
З 2020 року входить до складу Острозької міської громади.

## Відомі люди
Народилися:
- Островський Микола Олексійович — з 1904 по 1912 рік мешкав майбутній чекіст, комуністичний злочинець і радянський письменник. Пам'ятник Островському в селі демонтовано 10 жовтня 2024 року[1].
- Бондарчук Роман — з 2012 по 2014 рік чемпіон з армреслінгу, красномовець, автор виразу «Кінець то кінцями».
- Власюк Анатолій Павлович — вчений-математик.
- Капчук Микола Семенович — діяч РПЦ, голова парафіяльної ради Богоявленського кафедрального собору в Єлохові.
- Рев’юк Іван Оксентович – повстанець. Уродженець с. Вілія. Загинув у бою з німцями весною 1943 р.